# Inola amicabilis
Inola amicabilis là một loài nhện trong họ Pisauridae.
Loài này thuộc chi Inola. Inola amicabilis được Hugh Davies miêu tả năm 1982.
Loài này komt alleen voor năm Queensland.